# Carlo Confalonieri
Carlo Confalonieri (ur. 25 lipca 1893, zm. 1 sierpnia 1986) – włoski duchowny rzymskokatolicki, kardynał.

## Życiorys
Pochodził z Seveso. W 1909 wstąpił do archidiecezjalnego seminarium w Monzy, a w latach 1912–1914 kontynuował naukę na Papieskim Uniwersytecie Gregoriańskim. W latach 1914–1916 służył w armii włoskiej podczas I wojny światowej. W marcu 1916 przyjął święcenia kapłańskie. Był prywatnym sekretarzem papieża Piusa XI.
W grudniu 1939 odmówił nominacji na arcybiskupa Modeny oraz opata Nonantoli. 27 marca 1941 został wyświęcony na arcybiskupa archidiecezji L’Aquili, którym pozostał do 1950 roku, gdy Pius XII wezwał go z powrotem do Rzymu, mianując sekretarzem Świętej Kongregacji Seminariów i Uniwersytetów oraz przenosząc do tytularnej archidiecezji Nicopoli al Nesto.
15 grudnia 1958 papież Jan XXIII mianował go kardynałem prezbiterem bazyliki św. Agnieszki za Murami. Uczestniczył w soborze watykańskim II oraz konklawe 1963. W Kurii Rzymskiej sprawował funkcje archiprezbitera bazyliki Matki Bożej Większej (1959–1986), sekretarza (1961–1966), a następnie pro-prefekta (1966–1973) Świętej Kongregacji Konsystorialnej i przewodniczącego Papieskiej Komisji ds. Duszpasterstwa Emigrantów (1970–1973). Tytularny Biskup Palestriny od 15 marca 1972. Uczestniczył w obchodach Roku Jubileuszowego 1975. Subdziekan Świętego Kolegium Kardynałów 1974–1977, a następnie dziekan Kolegium Kardynalskiego i tytularny biskup Ostii (1977–1986).
25 lipca 1973 utracił prawo udziału w konklawe. Przewodniczył uroczystościom pogrzebowym Pawła VI i Jana Pawła I w 1978. Zmarł w Rzymie w wieku 93 lat.